# Carl Michael von Strokirch
Carl Michael von Strokirch (uttalas [stro'tjirk]), född 1702 i Livland, död 1 maj 1776 i Stockholm, var en radikal pietist, riksdagsman, friförsamlingsgrundare och religionsfrihetskämpe i 1700-talets Sverige.

## Förkämpe för religiös självständighet
Carl Michael von Strokirch flyttade undan ryssarna med fadern till Stockholm, blev page och konduktör vid fortifikationen, men en religiös väckelse vid 21 års ålder förmådde honom att lämna den militära banan och att från 1726 helt leva för sina religiösa intressen.
Han blev snart en av de mest bemärkta förkämparna för lekmännens religiösa självständighet och frigörelse från den ortodoxa kyrkans stränga uppsikt och tvångslagstiftning vid sidan av Erik Molin och Sven Rosén.

## Förslag till kyrkans reformering
Vid riksdagen 1726–1727 gjorde han sig bemärkt. Han framlade jämte flera andra medlemmar av Riddarhuset (varav han var medlem) ett förslag till kyrkans reformering, bl.a. genom tillsättande av en av idel lekmän bestående ecklesiastik deputation, ett slags kyrklig överstyrelse, ett förslag, som med harm avvisades av det ortodoxa prästerskapet.
Han yrkade vidare på det 1726 utfärdade konventikelplakatets tolkning i liberalare riktning och motsatte sig prästerskapets yrkande på utvisning av Johann Konrad Dippel, vars hängivne lärjunge han blev, ehuru ej på alla punkter delande hans åskådning, ja Strokirch blev "dippelianismens" (se Pietism) förnämste förkämpe i Sverige.

## Arrest i ett halvår
Carl Michael von Strokirch invecklades i den stora rättegången med dippelianerna, sade sig vilja lyda K.M:ts varningsbrev mot Dippel, blott för så vitt det överensstämde med Guds ord och hans eget samvete, fick sitta i arrest i väntan på dom i ett halvt år och dömdes 1730 till åtta dagars fängelse vid vatten och bröd.
Samma år trädde han i brevväxling om Dippel med greve Nikolaus Ludwig von Zinzendorf i Herrnhut, som därvid ivrigt försvarade tron på Kristi försoningsdöd emot Dippels förnekande av denna lära.
Enligt von Strokirch är "Kristus i oss" och icke "Kristus för oss" grunden för vårt hopp om salighet. Frälsningen sker genom olika utvecklingsgrader eller "reningskurer". Helgelsen går före rättfärdiggörelsen, vilken följer efter avdöendet från synden. Den religiösa erfarenheten ensam kan avgöra frågan om Gudsordets sanning i Bibeln.
Trots sina avvikande meningar upptogs von Strokirch som medlem i brödraförsamlingen, och han understödde de herrnhutiska missionärer som besökte Stockholm.

## Deltog i Gråkoltarnas svärmerier
Samtidigt deltog han liksom Sven Rosén i "Gråkoltarnas" mystisk-apokalyptiska svärmerier, dock utan att själv anlägga den grå vadmalsdräkten. Den mot Gråkoltarna började rättegången undandrog han sig genom att lämna Stockholm för en tid, varunder han i olika delar av landet verkade för sina radikalt kyrkofientliga idéers spridning.
Han förkastade nu icke blott barndopet, skriftermålet och nattvarden, utan även för övrigt alla kyrkliga handlingar och sammankomster såsom betydelselösa ceremonier.

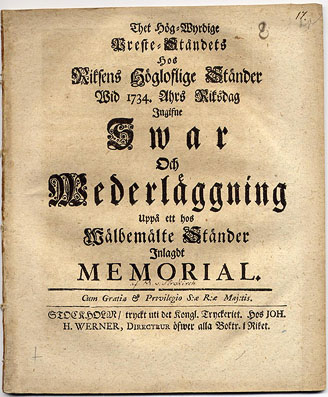
Den ödesdigra skrift som prästerskapet besvarade Strokirchs religionsfrihetsförslag med

## Strokirchs Memorial
Då prästeståndet 1734 framlade ett memorial om införandet av strängare straff för dem, som spred kätterska meningar, inlämnade Strokirch ett mycket beryktat och oklokt svarsmemorial.
För enigheten i religionen, hette det, vore nog, att alla erkände "för det första, att en Gud eller ett självständigt väsen är till, för det andra, att han är en belönare för dem, som honom söka". "Att hålla vissa helgdagar, nymånader och sabbater måste höra upp såsom styckeverk." Överheten skall nöja sig med att övervaka allmän moralisk ordning och säkerhet. "Andans ämbetsmän", d.v.s. av Guds Ande upplysta personer, skulle meddela läran om återlösningen i Kristus. De, som mottagit Anden, behövde sedan ingen vidare undervisning. Prästerna var "blinda vägvisare i andliga mål", "oskickliga att förrätta Andens ämbete".
Förbittringen mot Strokirch blev så stor, att en och annan fordrade hans avrättning, och prästeståndet vann en glänsande seger. 1735 utfärdades en ny religionsstadga, mycket strängare än konventikelplakatet och riktande sig även mot dem som misstänktes i hemlighet hysa avvikande meningar.

## Bildar friförsamlingen i Mommas Hus
Dessförinnan hade Strokirch bildat en liten friförsamling, den första i Sverige, bestående av 10-15 personer av båda könen, som flyttade tillsammans i "Mommas hus" i Maria församling. Några konventiklar hölls icke, utan de "sökte stå lediga för Guds Anda till att bedja, när och så som han ledde dem".
För spridningen av deras om kväkarnas påminnande idéer inleddes 1736 mot Strokirch och Sven Rosén processer, som blev långvariga. 1741 dömdes Rosén såsom den förnämste ledaren och traktatförfattaren till landsförvisning. Två andra av medlemmarna i "Mommas hus" dömdes till mångårigt fängelsestraff, men med Strokirch fortsattes rättegången.
1741 års riksdag anhöll hos K.M:t förgäves, att Strokirch skulle fängslas, till dess hans sak avgjorts. Strokirch deltog i riksdagsförhandlingarna även de följande åren, och hans sak lämnades oavgjord, vartill tydligen hans ställning som medlem av Riddarhuset bidrog.

## Seger för religionsfrihetens sak
Vid riksdagen 1741 vanns dessutom en stor seger för religionsfrihetens sak, i det riksdagen dels beviljade de reformerta fri religionsövning i landet, dels beslöt, att ingen för villfarande meningar i religionen misstänkt eller anklagad person fick förolämpas eller arresteras, innan varning, rannsakning och dom gått förut. Därmed var Strokirchs största insats gjord.
De följande åren trängdes den radikala pietismen tillbaka av den mera kyrkligt sinnade herrnhutismen. 1746 reste Strokirch till Livland och delade därvid ut sin ansenliga förmögenhet bland de fattiga. Från Livland begav han sig till Altona, Herrnhut (1748) och Amsterdam.

## Kämpade för pietismen in i det sista
På 1760-talet återvände han till Sverige och kämpade fortfarande för sina idéer, bland annat genom att utge Vidimerade acter och proto-coller rörande rättegången mot Tolstadius (2 dlr, 1768-1769).
Hans skarpa kyrkokritik måste ses mot bakgrunden av den officiella kyrkofromhetens utvärtes formväsen och lättsinniga förtröstan på Kristi tillfyllestgörelse.
Carl Michael von Strokirch är begravd på Johannes kyrkogård i Stockholm.